# Argenton
Argenton – miejscowość i gmina we Francji, w regionie Nowa Akwitania, w departamencie Lot i Garonna.
Według danych na rok 1990 gminę zamieszkiwało 269 osób, a gęstość zaludnienia wynosiła 22 osób/km² (wśród 2290 gmin Akwitanii Argenton plasuje się na 910. miejscu pod względem liczby ludności, natomiast pod względem powierzchni na miejscu 918.).